# Plejády
Plejády (nazývané také Kuřátka, Sedm sester, v Messierově katalogu označené M 45) jsou mladá otevřená hvězdokupa v souhvězdí Býka. Tato hvězdokupa, která je od Země vzdálená jen asi 440 světelných let,
obsahuje několik hvězd viditelných pouhým okem. V městských oblastech je takto možné zahlédnout pět až sedm hvězd, ale pod průzračnou oblohou bez světelného znečištění dvanáct i více hvězd. Hvězdokupa je obklopena slabou reflexní mlhovinou, která je nejlépe vidět na fotografiích s dlouhou expozicí pořízených velkými dalekohledy.
Nejvýraznější členové Plejád jsou velmi jasní modří obři a bílé hvězdy hlavní posloupnosti. Hvězdokupa však obsahuje stovky dalších hvězd, z nichž většina je příliš slabých na to, aby byly viditelné pouhým okem. Plejády jsou velmi mladá hvězdokupa. Její stáří se odhaduje na 112±5 milionů let, ale odhadem za 250 milionů let se pravděpodobně rozplyne a její hvězdy se budou napříč galaxií pohybovat nezávisle.
Díky jejich velké jasnosti a zdánlivé blízkosti jejích hvězd jsou Plejády známé od starověku. Zmínil se o nich Homér a také Klaudios Ptolemaios a další klasičtí autoři.
Jakmile bylo zjištěno, že hvězdy jsou nebeská tělesa podobná Slunci, objevily se domněnky, že by hvězdy mohly být nějakým způsobem navzájem provázány. Později se výzkumem vlastního pohybu hvězd a určením jejich vzdálenosti podařilo ověřit, že Plejády jsou skutečně gravitačně svázány a že mají společný původ.

## Pozorování

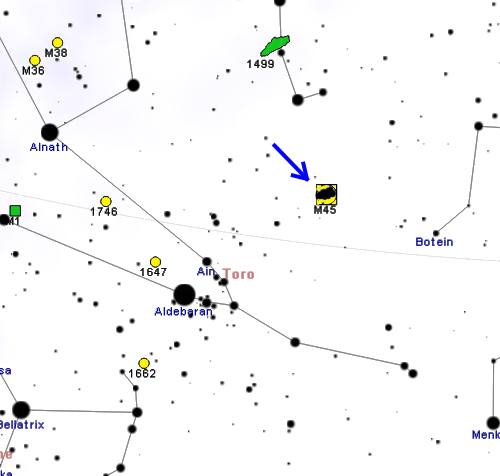
Poloha M 45 v souhvězdí Býka

Hvězdokupa Plejády se nachází severně od nebeského rovníku, tedy na severní části oblohy. Její deklinace je 24°, což je dostatečně nízká hodnota, aby mohla být pozorována ze všech obydlených oblastí Země až k jižnímu polárnímu kruhu. Severně od severního polárního kruhu je hvězdokupa cirkumpolární a jeden stupeň severně od obratníku Raka je možné ji pozorovat přímo v zenitu. Na severní polokouli hvězdokupa vévodí večerní obloze od poloviny podzimu do začátku jara, zatímco na jižní polokouli je výrazným představitelem letní oblohy.
Plejády se na obloze dají velice snadno najít i v městských oblastech středně postižených světelným znečištěním. Vypadají jako těsná skupinka navzájem velmi blízkých modře zbarvených hvězd, jejichž rozmístění svým tvarem připomíná malý vozík, možná dokonce více než Malý vůz v souhvězdí Malého medvěda.
Pod průzračnou oblohou daleko od městských oblastí je možné zahlédnout v Plejádách pouhým okem až 12 hvězd, ale s přibývajícím znečištěním oblohy je tak možné rozeznat osm či až pouhých pět hvězd.
Pomocí triedru se dají Plejády pozorovat ještě lépe, protože je dokáže úplně rozložit na několik desítek jednotlivých hvězd. Některé z hvězd, které pouhým okem vypadají jako jediná hvězda, ukáže triedr sdružené do dvojic nebo malých skupinek. Na západní a jihovýchodní straně hvězdokupy je možné pozorovat dva řetízky méně jasných hvězd.
Dalekohledem se při nízkém zvětšení ještě dá vnímat pravá podstata hvězdokupy, ale při větším zvětšení se již nevejde celá do zorného pole. Větší dalekohledy pak navíc umožňují zahlédnout části slabé modré difúzní mlhoviny, která odráží světlo hlavních členů hvězdokupy. Nejjasnější mlhovina u hvězdy Merope byla objevena čočkovým dalekohledem o průměru čtyř palců.

### Zákryty

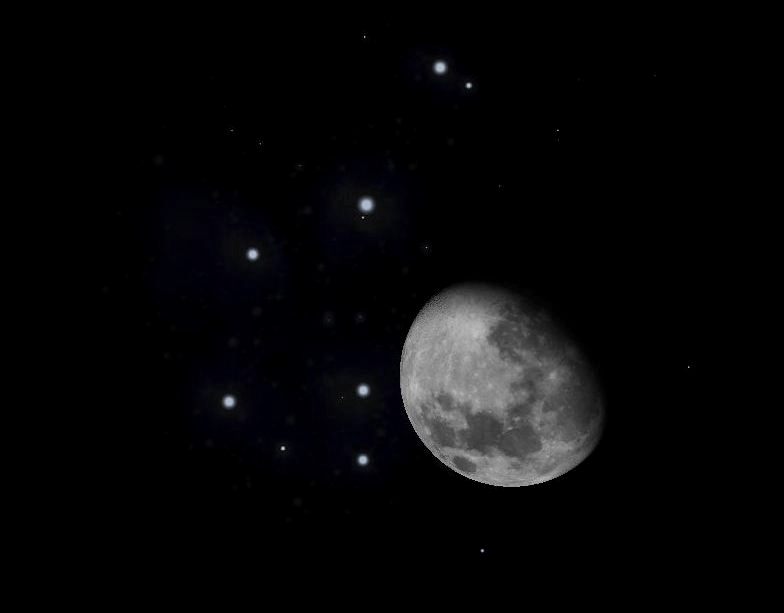
Plejády jsou často zakrývány Měsícem. Amatérský snímek.

Plejády jsou vzdálené pouhé 4° od ekliptiky,
a proto bývají často přecházeny a zakrývány některými tělesy sluneční soustavy. Často se stává, že přes tuto hvězdokupu přechází Měsíc a téměř celou ji zakrývá. Tuto podívanou sledují nejčastěji amatérští astronomové, také ti, kteří, kteří jsou vybaveni pouze malými pozorovacími přístroji, jako je obyčejný triedr nebo malý dalekohled. Větší dalekohledy, jak bylo napsáno výše, často kvůli velkému zvětšení nepojmou tuto rozsáhlou hvězdokupu do svého zorného pole celou. Ve skutečnosti je možné tuto událost pozorovat i pouhýma očima, ale pomocí dalekohledu je možné plně rozeznat a přesně pozorovat, jak Měsíc zakrývá jednotlivé členy této hvězdokupy. Zákryt Plejád Měsícem také umožňuje porovnání úhlových velikostí těchto objektů: Měsíc by se vešel do čtyřúhelníku tvořeného jasnými hvězdami Alcyone, Electra, Merope a Taygeta, které tvoří obrys hlavní části pomyslného vozíku.
Méně často nastává zdánlivé přiblížení planet k této hvězdokupě a planety blízké Zemi (Merkur, Venuše a Mars) občas přechází i přímo uprostřed ní. Díky těmto pravidelným setkáním je možné na obloze pozorovat jedinečné obrazce, případně výrazně odlišné odstíny barev, když kolem modře zářících Plejád prochází výrazně rudý Mars.

## Historie pozorování

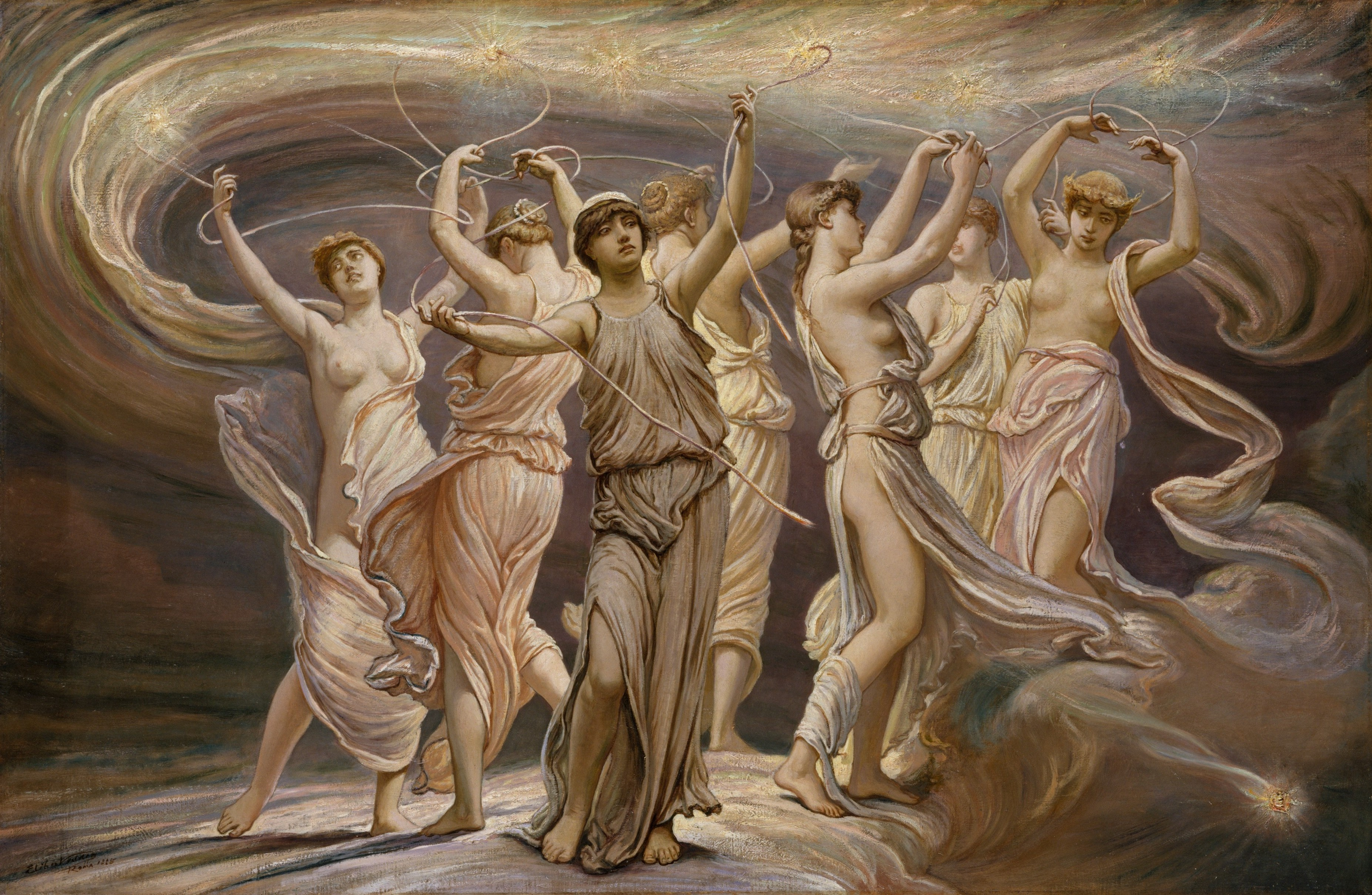
Zobrazení mytologických Plejád na obraze Elihua Veddera z roku 1885

Kvůli svému výraznému postavení na noční obloze hrály Plejády významnou roli v mnoha kulturách, a to v jejich mytologii či při určování ročních období. Indiáni používali Plejády jako zkoušku zraku a měřítkem byl počet hvězd, které v nich kdo rozlišil. Také ve starověké Evropě, zejména v Řecku, byly Plejády používány jako zkouška zraku. Souhvězdí Plejád patří mezi ta souhvězdí, která znali i staří Slované. Ti jej pozorovali na obloze a přirovnávali ke kuřátkům nebo ke slepici s kuřátky. Proto se staré označení Kuřátka dochovalo v současných jazykových podobách ve všech slovanských jazycích i dialektech dosud.
V řecké mytologii bylo Sedm sester tradičně nazýváno těmito jmény: Asteropé, Meropé, Élektra, Maia, Taygeté, Kelainó a Alkyoné. Stejnými jmény se označují i jednotlivé nejjasnější hvězdy v této hvězdokupě. Podle této mytologie to byly Nymfy (Oready – horské bohyně), dcery Atlanta a Pleione, po kterých jsou také dvě hvězdy ve hvězdokupě pojmenovány. Plejády byly vnučkami Iapeta a Klymené a jejich sestrami byly Hyády, Kalypsó a Dióna. První známá písemná zmínka o této hvězdokupě je v díle Homéra, jmenovitě v Iliadě (kolem roku 750 př. n. l.) a v Odysseji (kolem roku 720 př. n. l.). Zmínil se o ní také Hésiodos kolem roku 700 př. n. l. a v Bibli je o ní zmínka dokonce na třech místech. Dávní řečtí astronomové Eudoxos z Knidu (403 až 350 př. n. l.) a Aratos (kolem r. 270 př. n. l.) uváděli Plejády jako samostatné souhvězdí.

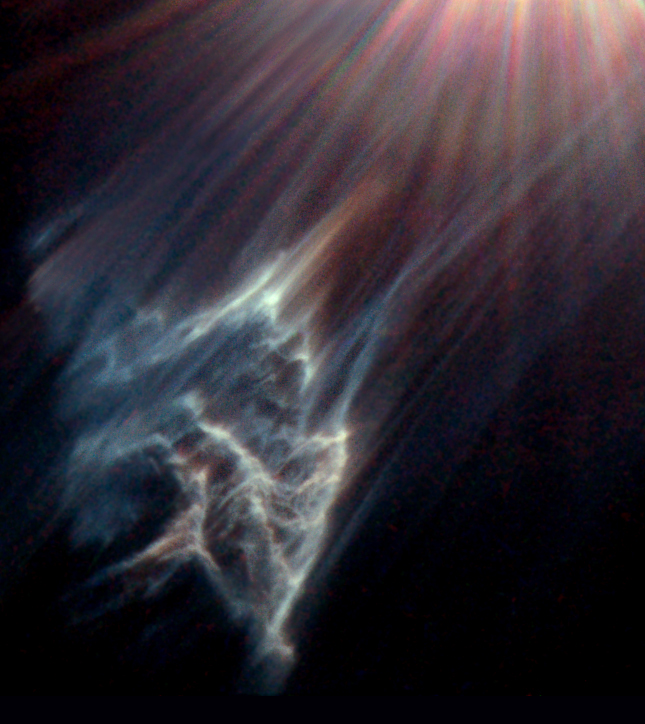
Reflexní mlhovina IC 349 na snímku z Hubbleova vesmírného dalekohledu

Dlouhou dobu se předpokládalo, že jsou Plejády spíše tvořeny navzájem blízkými hvězdami, než aby byly pouze náhodně seřazenými hvězdami v různých vzdálenostech od Země. John Michell v roce 1767 spočítal, že pravděpodobnost náhodného seřazení takto jasných hvězd na obloze do jedné takto početné skupinky je jedna ku 500 000. Díky tomu správně usoudil, že jak Plejády, tak i další podobné hvězdokupy, jsou skupinkami fyzicky svázaných hvězd.
Jakmile byl prozkoumán vlastní pohyb jednotlivých členů této hvězdokupy, bylo zjištěno, že se všechny její hvězdy na obloze pohybují stejným směrem a stejnou rychlostí, a tak byla dodatečně potvrzena přítomnost skutečného vztahu mezi nimi.
Charles Messier změřil polohu této hvězdokupy 4. března 1769 a přidal ji pod číslem 45 do svého katalogu, který vydal v roce 1771. Taktéž 4. března 1769 změřil polohu ještě dalších tří velmi jasných a známých objektů: Mlhoviny v Orionu (M42), sousední M43 a hvězdokupy Jesličky (M44). Zůstává záhadou, proč tyto již tehdy dobře známé objekty přidal do svého katalogu slabých vesmírných objektů, které by se daly splést s kometami. Možným vysvětlením by mohlo být, že chtěl před vydáním svého katalogu navýšit počet jeho objektů, aby překonal 42 objektů v jiném katalogu, který v roce 1755 vydal Nicolas-Louis de Lacaille.

### Problém počtu hvězd viditelných pouhým okem

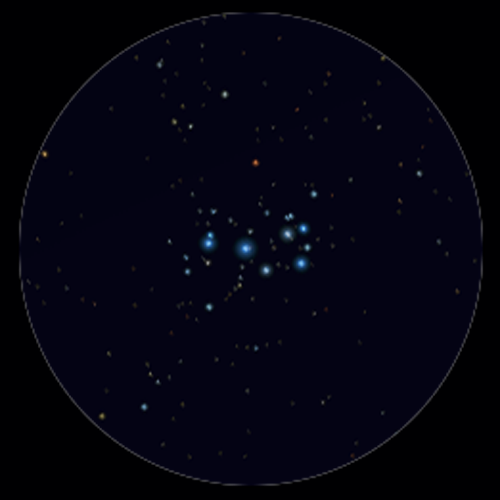
Při pohledu triedrem na Plejády je kromě 6 výrazných hvězd vidět i mnoho dalších slabších hvězd.

Již od nejstarších dob byly ve výše zmíněných kulturách Plejády spojovány s číslem 7. Ovšem k zahlédnutí více než šesti hvězd je nutná velmi čistá a průzračná obloha a dobrý zrak. Tomu také odpovídá velký počet minulých svědectví, která odkazují na různý počet členů této hvězdokupy. Nejstarší text o kosmologii, La Composizione del Mondo, který v roce 1282 napsal Restoro d'Arezzo lidovou latinou, se o Plejádách opakovaně zmiňuje jako o skupince šesti hvězd.
Zatímco Publius Ovidius Naso ujišťuje, že „Quae septem dici, sex tamen esse solent“ (Kde o sedmi se mluví, je jich ovšem pouze šest), Klaudios Ptolemaios a as-Súfí zanechali polohy pouze čtyř hvězd a Alkyoné, nejjasnější hvězdu Plejád, kupodivu úplně vynechali. Giovanni Battista Hodierna v úvodu svého díla De Admirandis Coeli Characteribus vysvětluje, že na nesrovnalost v určení počtu viditelných hvězd už v minulosti upozornili mnozí další vědci. Navíc také připomíná, že lidé s ostrým zrakem mohou rozlišit sedm hvězd, ale lidé se slabším zrakem pouze pět. Ovšem kromě sedmi jasných hvězd je s pomocí dalekohledu možné pozorovat přinejmenším dalších 30 hvězd.
Kromě vědeckých textů stojí za zmínku i „ztracená Plejáda“, která se objevuje v bájích starého Řecka. Podle tradičního pojetí, jak jej popisuje Aratos, šlo o Élektru, která si ze zármutku nad zničením Tróje zahalila tvář. Podle jiné tradice byla touto zahalenou Plejádou Merope, která byla zahanbena kvůli tomu, že se jako jediná z Plejád provdala za smrtelníka, korintského krále. Ještě další tradice ji spojuje s Kelainó, která zemřela po zásahu bleskem. Podobný mýtus se objevil také mezi dalšími národy po celém světě, jako například v Japonsku, na Borneu, ve střední Africe a v Austrálii. To by mohlo být důkazem případné proměnnosti jasu jednotlivých členů Plejád a zdůvodnila by se tím i chybějící zmínka o Alkyoné u Klaudia Ptolemaia a as-Súfího.

## Složení

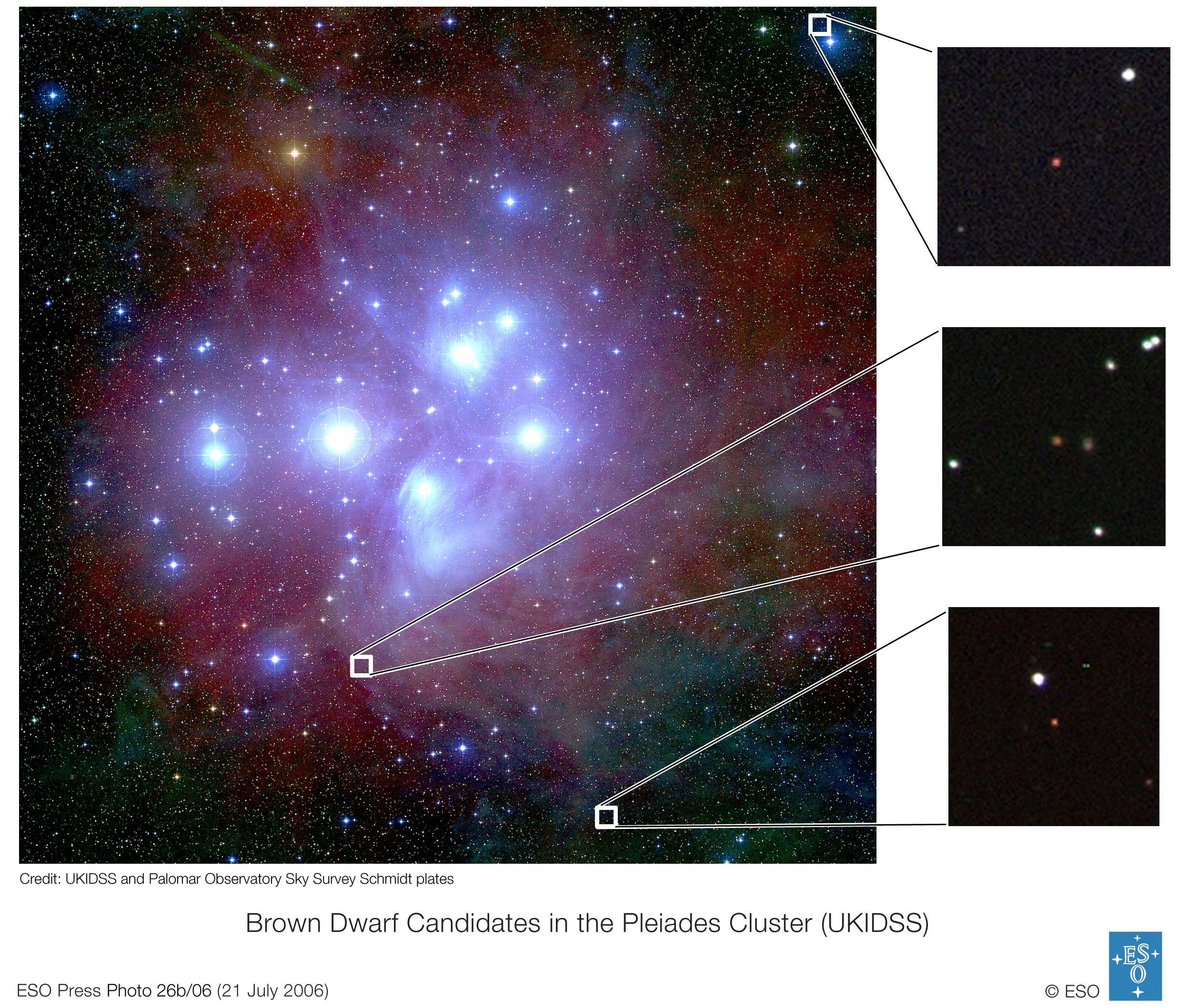
Snímek Plejád ukazující možné hnědé trpaslíky. Autor: ESO

Jádro této hvězdokupy má poloměr přibližně 8 světelných let a její gravitační dosah má poloměr asi 43 světelných let. Obsahuje přes tisíc statisticky ověřených členů a její hmotnost se odhaduje na 800 hmotností Slunce. Jejími nejjasnějšími členy jsou mladé a horké modré hvězdy, ze kterých až 14 může být případně pozorováno pouhým okem v závislosti na podmínkách pozorování. Rozmístění těchto nejjasnějších hvězd připomíná tvar souhvězdí Velké medvědice
nebo souhvězdí Malého medvěda.
Součástí hvězdokupy je mnoho hnědých trpaslíků, což jsou tělesa s hmotností menší než 8 % hmotnosti Slunce, která nejsou dostatečně hmotná, aby v jejich jádru začala probíhat jaderná fúze, díky které hvězdy jasně září. Hnědí trpaslíci mohou tvořit až 25 % z počtu hvězd této hvězdokupy, ale k její celkové hmotnosti přispívají méně než dvěma procenty.
Astronomové vyvinuli velké úsilí, aby nalezli a prozkoumali hnědé trpaslíky v Plejádách a dalších mladých hvězdokupách, protože v takovém prostředí jsou ještě poměrně jasní a pozorovatelní, zatímco v mnohem starších hvězdokupách jsou již hnědí trpaslíci zesláblí a jejich průzkum je mnohem obtížnější.
Plejády také obsahují několik bílých trpaslíků, ačkoli by se z důvodu malého stáří hvězdokupy, přibližně 100 milionů let, dalo očekávat, že hvězdy hlavní posloupnosti neměly dostatek času, aby se z nich stali bílí trpaslíci, jejichž vývoj obvykle trvá několik miliard let. Jedním z těchto bílých trpaslíků je hvězda označovaná LB 1497, která má hmotnost kolem 0,7 hmotnosti Slunce. Aby však hvězda opustila hlavní posloupnost po pouhých 100 milionech let, musela by mít počáteční hmotnost kolem 6 hmotností Slunce. Tak hmotná hvězda ovšem před koncem svého vývoje vybuchne jako supernova a její zbytky by byly pozorovatelné na rádiových vlnách nebo jako pulsar. Místo toho je ovšem pozorován bílý trpaslík a nabízí se tak otázka, zda původní hvězda nemohla ztratit 88 % hmotnosti jiným způsobem. Možným vysvětlením je, že se o ztrátu hmoty přičinil její průvodce ve dvojhvězdné soustavě, ale takový průvodce nebyl pozorován a musel by mít hmotnost menší než 0,1 hmotnosti Slunce.

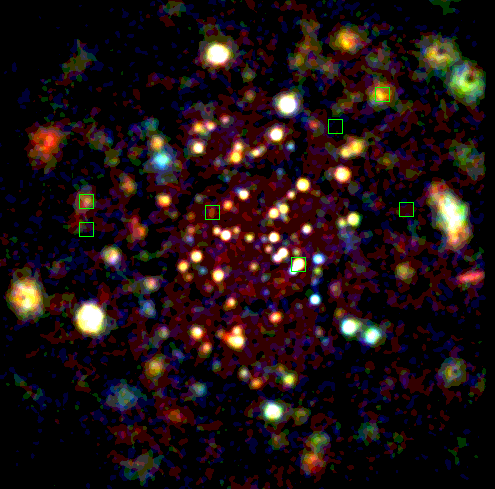
Plejády na rentgenovém snímku v nepravých barvách

Na základě výzkumu provedeného v roce 2007 pomocí Spitzerova vesmírného dalekohledu a observatoře Gemini na Havaji bylo zjištěno, že se kolem hvězdy HD 23514 v Plejádách nachází disk tvořený prachovými částicemi, jehož hmotnost je několik set tisíckrát větší, než je hmotnost prachových částic obíhajících kolem Slunce. Podobné množství prachových částic je běžné u hvězd mladších než 10 milionů let, ale stáří hvězdy HD 23514 je kolem 100 milionů roků a protoplanetární disk by měl být dávno vstřebán nebo odvanut hvězdou, případně se měly prachové částice spojit do mnohem větších těles. Nejpravděpodobnějším vysvětlením jejich původu je prudká srážka dříve vzniklých terestrických planet nebo protoplanet.
V roce 2012 byl zveřejněn objev hnědého trpaslíka, který má hmotnost 0,06 hmotnosti Slunce a kolem této hvězdy obíhá ve vzdálenosti přibližně 360 astronomických jednotek.
Někteří členové hvězdokupy jsou silnými rentgenovými zdroji. Na snímku vlevo zobrazeném v nepravých barvách je zachytil rentgenový dalekohled ROSAT. Tyto rentgenové hvězdy jsou však ve viditelném světle převážně slabé. Naopak hlavní členové hvězdokupy v rentgenové oblasti září pouze slabě a jejich poloha je proto na snímku vyznačena pomocí zelených čtverců.

### Hlavní členové
Následující tabulka ukazuje podrobnosti o hlavních členech této otevřené hvězdokupy:
| Jméno    | Označení       | Hvězdná velikost | Spektrální klasifikace |
| -------- | -------------- | ---------------- | ---------------------- |
| Alcyone  | Eta (25) Tauri | 2,86             | B7IIIe                 |
| Atlas    | 27 Tauri       | 3,62             | B8III                  |
| Electra  | 17 Tauri       | 3,70             | B6IIIe                 |
| Maia     | 20 Tauri       | 3,86             | B7III                  |
| Merope   | 23 Tauri       | 4,17             | B6IVev                 |
| Taygeta  | 19 Tauri       | 4,29             | B6V                    |
| Pleione  | 28 (BU) Tauri  | 5,09 (var.)      | B8IVep                 |
| Celaeno  | 16 Tauri       | 5,44             | B7IV                   |
| Asterope | 21 a 22 Tauri  | 5,64; 6,41       | B8Ve/B9V               |
| –        | 18 Tauri       | 5,65             | B8V                    |

Nejjasnějším členem této hvězdokupy je Alcyone, která je téměř o jednu magnitudu jasnější než ostatní členové. Je to vícenásobná hvězda, průměr její hlavní složky je 8,2krát větší než průměr Slunce a její svítivost přes 1000krát větší než Slunce. Hvězda se kolem své osy otáčí vysokou rychlostí a v důsledku toho její rovník obklopuje prstenec tvořený plynem.

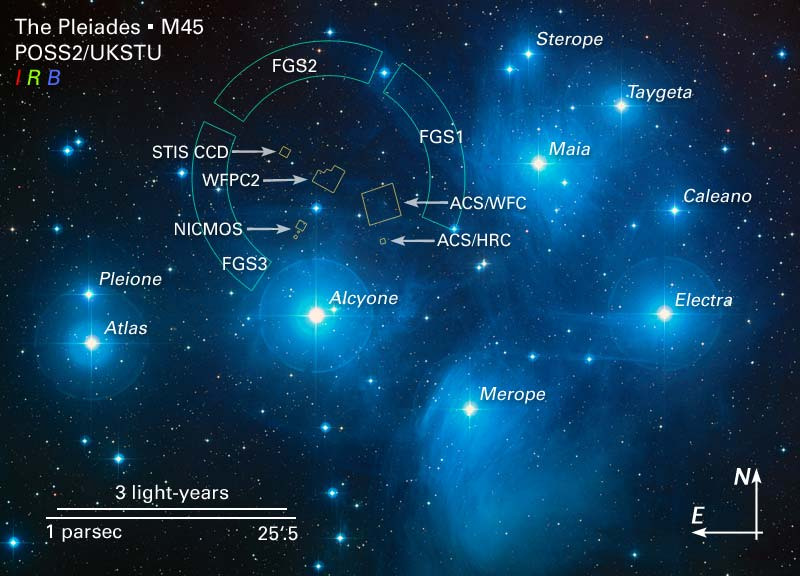
Snímek Plejád se jmény jejích hvězd

Atlas je trojhvězda, jejíž hlavní dvě složky s magnitudami 4,1 a 5,6 tvoří spektroskopickou dvojhvězdu s celkovou magnitudou 3,62 a oběžnou dobou 290 dní.
Kolem této dvojhvězdy obíhá třetí složka, která má magnitudu 6,8 a od hlavní složky je vzdálená 0,4 úhlových vteřin.
Electra má také vysokou rychlost otáčení, tato rychlost je u rovníku 181 km/s. Následkem toho je na pólech zploštělá a její gravitace a teplota nejsou na povrchu rovnoměrně rozloženy. Maia je zvláštní svým chemickým složením – podle spektrálních čar se dá poznat, že obsahuje hodně ionizované rtuti. Hvězda má šestinásobek rozměru Slunce a proti němu je také 850krát jasnější. Blízko této hvězdy je okolní reflexní mlhovina velmi výrazná.
Další hvězdy jsou již slabší čtvrté magnitudy. Merope je také obklopená výraznou mlhovinou a bezprostředně u ní je jedna výjimečně jasná část mlhoviny s označením IC 349.
Rozměr této hvězdy je proti Slunci čtyřnásobný, hmotnost 4,5 násobná a jas 630krát větší. Taygeta je trojhvězdná soustava podobná soustavě hvězdy Atlas: hlavní dvojhvězda je spektroskopická s magnitudami 4,6 a 6,1 s oběžnou dobou 1 313 dní. Třetí složkou soustavy je hvězda osmé magnitudy, která je od hlavní dvojhvězdy vzdálená 69 úhlových vteřin.
Velmi velkou rychlostí 329 km/s se otáčí i hvězda Pleione, která se kolem své osy točí velmi blízko hranice roztržení, což je rychlost, při které by na rovníku hvězdy působila odstředivá síla na hmotu silněji než gravitace. Vlivem velké odstředivé síly z Pleione v oblasti rovníku uniká horký plyn, což způsobuje, že hvězda nepravidelně mění svou magnitudu od 4,8 do 5,5. Její poloměr je 3,2 násobný proti Slunci, hmotnost 3,4 násobná a zářivý výkon asi 190krát větší. Dalšími známými rychle se otáčejícími hvězdami jsou např. Achernar, Altair a Regulus.
Celaeno se také otáčí velkou rychlostí 185 km/s, její hmotnost je téměř 10krát větší než hmotnost Slunce a rozměr 4,4krát větší. Název Asterope sdílí dvě hvězdy označené 21 a 22 Tauri s magnitudami 5,76 a 6,43.

## Reflexní mlhovina

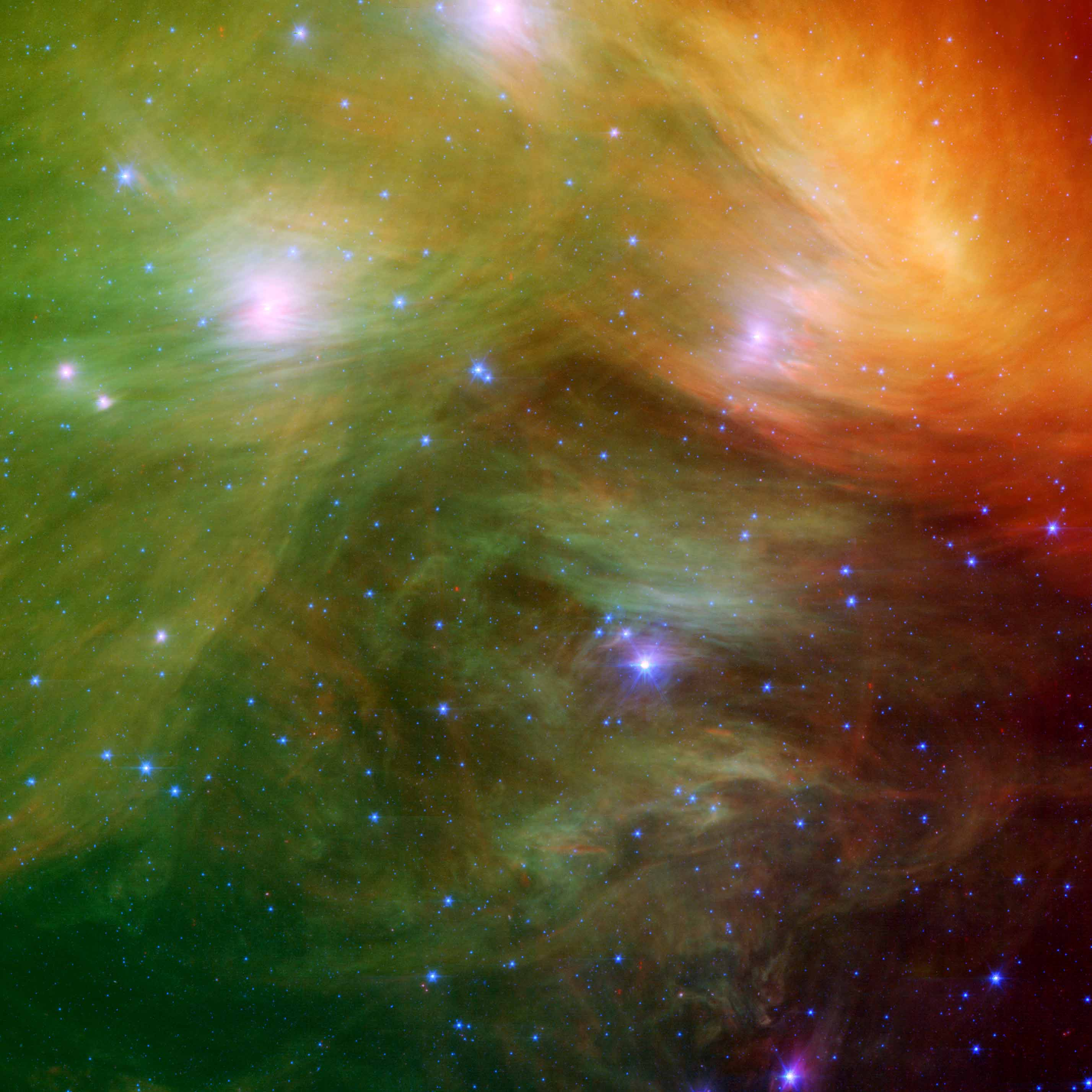
Infračervený snímek ukazuje mlhovinu, která obklopuje Plejády. SST, NASA/JPL-Caltech

Za příhodných pozorovacích podmínek se na fotografiích s dlouhou expozicí ukazují náznaky mlhoviny, která hvězdokupu obklopuje. Takový druh mlhoviny je nazýván reflexní mlhovina a zdá se být jasná díky tomu, že prachové částice v ní obsažené odráží světlo jasných horkých členů hvězdokupy.
V případě Plejád jde o složitou soustavu reflexních mlhovin. Nejjasnější z nich jsou zaznamenané i v katalozích NGC a IC, jako například NGC 1435, která zahaluje hvězdu Merope, dále IC 1990, která leží severně od hvězdokupy, a nejzápadnější hvězdy Plejád obklopuje NGC 1432. Jasné části mlhoviny kolem nejjasnějších členů hvězdokupy mají také vlastní označení: mlhovina kolem Alcyone je známa jako vdB 23, kolem Electry je mlhovina vdB 20 a Maiu obepíná mlhovina vdB 21. Ostatní jasné části mají souhrnné katalogové označení Ced 19 a jednotlivě se značí Ced 19a až Ced 19q.
Za zmínku ještě stojí mlhovina IC 349, která leží jihovýchodně od Merope v její bezprostřední blízkosti. Objevil ji Edward Emerson Barnard v roce 1890. Tato mlhovina má zdánlivý rozměr 30 úhlových vteřin a hvězdnou velikost 13.
Tato výjimečně jasná část mlhoviny má sice malou úhlovou velikost, ale její jádro má 15krát větší plošnou jasnost než ostatní jasné části celé soustavy mlhovin kolem Plejád. Na běžných snímcích ovšem není viditelná kvůli rušivému světlu hvězdy Merope. IC 349 má trojúhelníkový obrys a její nejjasnější vrchol míří k Merope, která je také zodpovědná za její velkou jasnost. Merope též tuto mlhovinu tvaruje tlakem záření, což se projevuje roztříděním jejích prachových částic podle velikosti: malé částice jsou totiž tlakem záření snadněji zpomalovány, kdežto větší částice tvoří výběžek, který míří ve směru původního pohybu mlhoviny.
Vědci původně předpokládali, že soustava reflexních mlhovin, která obklopuje Plejády, může být pozůstatkem látky, z níž hvězdokupa vznikla. Ovšem za více než 100 milionů let, což je předpokládané stáří této hvězdokupy, by měl být téměř všechen původně přítomný prach odehnán tlakem záření jejích hvězd. Spíše se tedy zdá, že hvězdokupa pouze prochází skrze velmi prašnou oblast mezihvězdné hmoty. Důkazem rozdílného původu hvězdokupy a mlhoviny je jejich rozdílná radiální rychlost.
V roce 2003 vědci představili výsledek svého výzkumu, podle kterého prach v této mlhovině není rozprostřen rovnoměrně, ale soustředí se ve dvou vrstvách. Jedna vrstva je od hvězdokupy vzdálena 2,3 světelných let (0,7 parseku) směrem k Zemi a druhá vrstva je v polovině této vzdálenosti od hvězdokupy nebo ještě blíže k ní. Část druhé vrstvy se dokonce může nacházet uprostřed hvězd nebo i za nimi.

## Vzdálenost

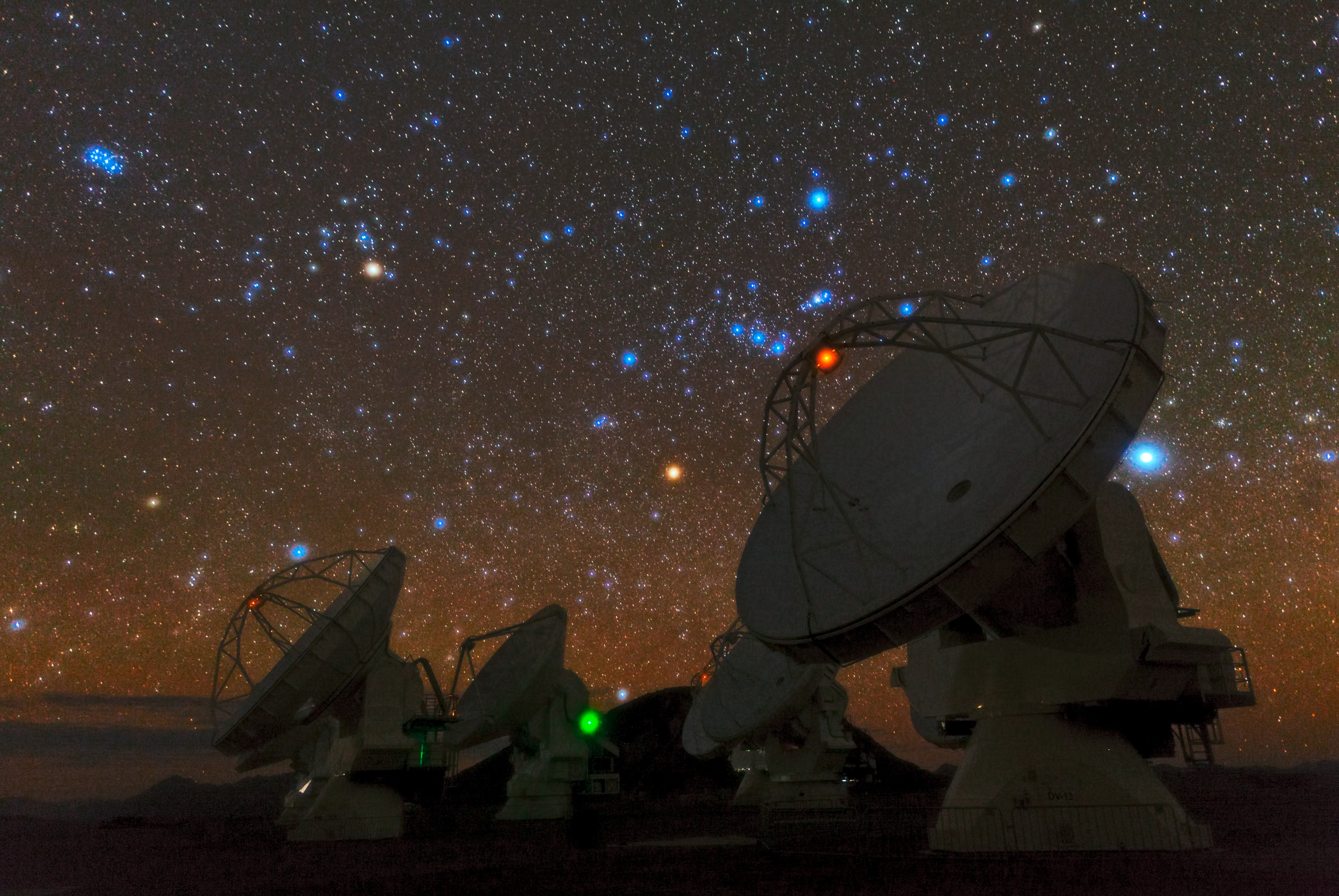
Noční obloha s Plejádami nad anténami teleskopu ALMA, autor: ESO/B. Tafreshi

Plejády sídlí spolu se Sluncem v rameni Orionu Mléčné dráhy.
Vzdálenost Plejád je důležitým vztažným bodem na kosmologickém žebříku vzdáleností a zároveň je docela snadné ji měřit, protože hvězdokupa leží poměrně blízko k Zemi. Jakmile je znám Hertzsprungův–Russellův diagram hvězdokupy, znalost její přesné vzdálenosti umožňuje srovnáním jejich diagramů odhadnout vzdálenosti dalších hvězdokup. Vzdálenosti galaxií a kup galaxií získané pomocí jiných způsobů měření tak mohou být zřetězeny se vzdálenostmi jednotlivých hvězdokup, a tak je možné stanovit celý kosmologický žebřík vzdáleností.
Výsledky měření před vypuštěním družice Hipparcos obecně udávaly vzdálenost Plejád kolem 135 pc od Země (440 světelných let). Tato družice ovšem pomocí měření paralaxy hvězd naměřila hodnotu pouhých 118 pc. Následné ověřování ukázalo, že vzdálenost Plejád naměřená touto družicí byla zatížena chybou, ale její původ nebyl zjištěn
a týkala se pouze Plejád, nikoli celého katalogu Hipparcos.
V roce 2008 bylo zkontrolováno i zpracování dat z družice Hipparcos a nová vzdálenost hvězdokupy od Země byla stanovena na 122 pc, tedy necelých 400 světelných let, což je stále zřetelně menší hodnota, než jejich obecně uznávaná vzdálenost 135 pc, která byla naměřena jinými způsoby.
Spor o platnost vzdálenosti Plejád, kterou naměřila družice Hipparcos, přetrvával i v následujících letech. Ví se, že hodnota 135 pc, kterou naměřil obecně velmi důvěryhodný Hubbleův vesmírný dalekohled, byla získána měřením pouhých tří nevýrazných členů hvězdokupy. Naopak Hipparcos naměřil vzdálenost 54 členů hvězdokupy a z nich určil jejich střední vzdálenost. V srpnu 2014 astronomové z National Radio Astronomy Observatory změřili vzdálenost Plejád pomocí celosvětové sítě radioteleskopů Very Long Baseline Array a dospěli k hodnotě 136,2±1,2 pc (443 světelných let). Tato hodnota tehdy byla považována za nejpřesněji určenou vzdálenost této hvězdokupy.
V roce 2017 byla tato hodnota potvrzena i výpočtem, který se opíral o první data naměřená vesmírnou sondou Gaia. Tento výpočet zjišťoval společný pohyb prostorem u 1210 členů hvězdokupy a určená vzdálenost 134,4  +2,9
-2,8  pc podporuje hodnotu získanou pomocí Very Long Baseline Array.
Druhá data ze sondy Gaia tuto vzdálenost výrazně upřesnila na 136,67±0,04 pc použitím paralaxy 1 594 členů hvězdokupy.

## Stáří a budoucí vývoj

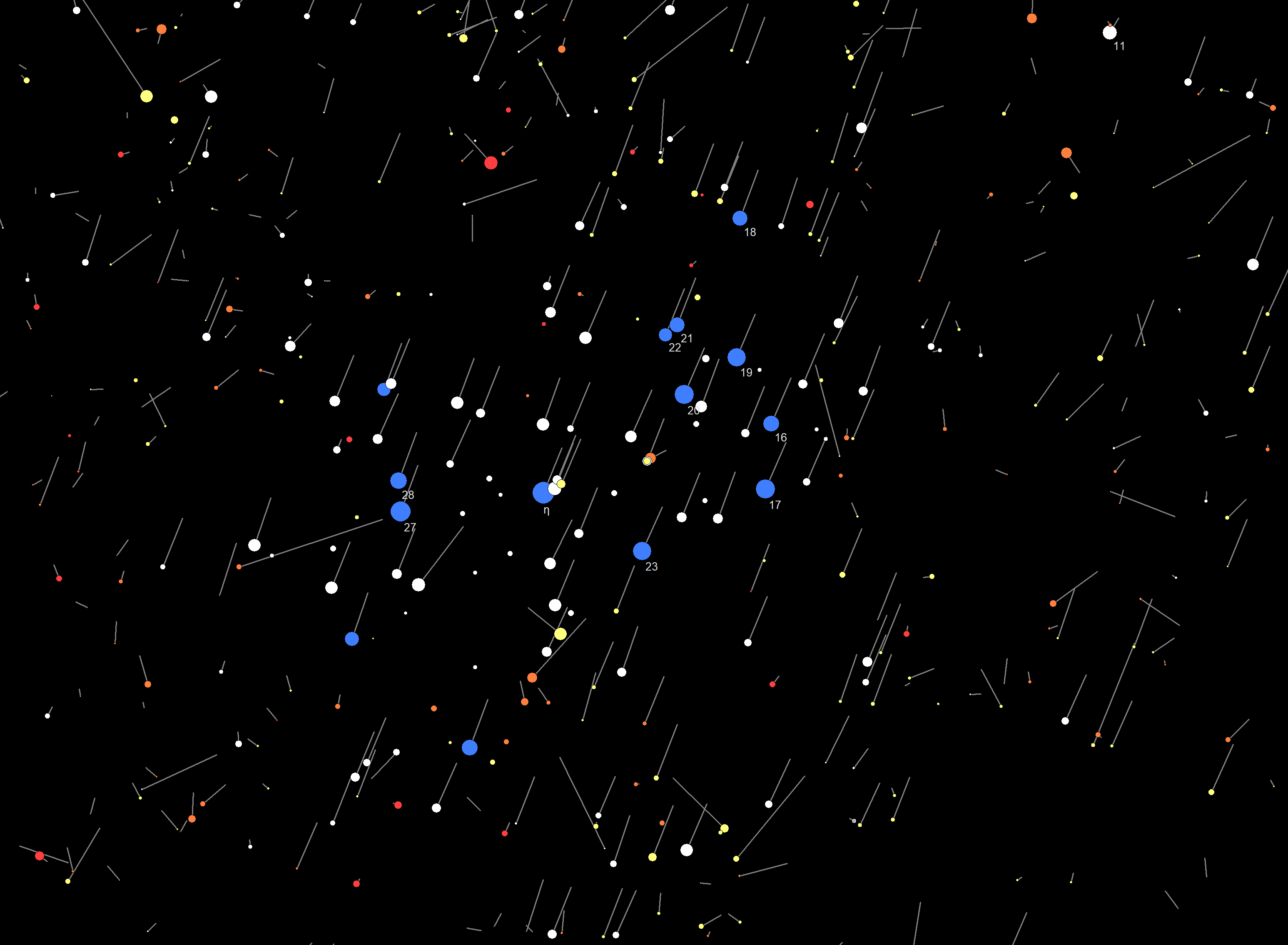
Diagram vlastního pohybu Plejád za období 10 000 let, autor: Tom Ruyen

Stáří hvězdokupy se dá odhadnout porovnáním jejího H–R diagramu s diagramem odvozeným od teoretických modelů vývoje hvězd.
Dříve se tímto způsobem stáří Plejád odhadovalo na přibližně 60 až 80 milionů let, ale pomocí vylepšených modelů vývoje hvězd, například zahrnutím jevu nazývaného „konvektivní přestřelování“ (convective overshoot), v nichž hmota pocházející z konvektivní zóny proniká do výše položených vrstev hvězdy, se dospělo k mnohem vyšším hodnotám stáří hvězd,
v případě Plejád je to 112±5 milionů let.
Při určování stáří podobně mladých hvězdokup, jako jsou Plejády, se hledají hvězdná tělesa s malou hmotností. Ve hvězdách hlavní posloupnosti je lithium rychle spotřebováváno v reakcích jaderné fúze, které probíhají v jejich jádru, ovšem hnědí trpaslíci mohou uchovávat část jeho počátečního množství. Pro spuštění jaderné fúze lithia stačí proti jiným prvkům výrazně nižší teplota, kolem 2,5 milionu Kelvinů, takže i hmotnější hnědí trpaslíci jej nakonec dokážou spálit.
Určením horní hranice hmotnosti těch hnědých trpaslíků ve hvězdokupě, kteří ještě obsahují lithium, je možné získat představu o stáří samotné hvězdokupy. Použitím tohoto postupu na Plejády bylo jejich stáří odhadnuto na 115 milionů let
a při pozdějším prověření upřesněno na 112±5 milionů let.
Tak jako většina otevřených hvězdokup, nezůstanou ani Plejády navždy gravitačně svázané. Někteří členové hvězdokupy z ní budou vymrštěni po blízkém míjení hvězd, kdy se po těsném přiblížení dvou hvězd může dráha jedné z nich změnit takovým způsobem, že hvězdokupu opustí. Další členové budou z hvězdokupy vytaženi gravitačním působením slapových sil. Simulace naznačují, že za přibližně 250 milionů let se hvězdokupa rozptýlí
a gravitační působení obřích molekulárních mračen a spirální ramena Galaxie tento průběh urychlí.

## Tradice a písemnictví
| „                                      | Πληιάδων Ἀτλαγενέων ἐπιτελλομενάων ἄρχεσθ᾽ ἀμήτου, ἀρότοιο δὲ δυσομενάων. Αἳ δή τοι νύκτας τε καὶ ἤματα τεσσαράκοντα κεκρύφαται, αὖτις δὲ περιπλομένου ἐνιαυτοῦ φαίνονται τὰ πρῶτα χαρασσομένοιο σιδήρου. | Když vycházejí Plejády, dcery Atlanta, začíná sklizeň, kdežto orba při jejich západu. Tyto jsou skryty po čtyřicet dní a stejně tak nocí. Potom, jak postupuje rok, se znovu objeví při ostření kosy. | “ |
| — Hésiodos, Práce a dni, verše 383-386 | | |   |

Snadná viditelnost Plejád na noční obloze se projevila tím, že hrají důležitou roli v mnoha kulturách, ať už minulých nebo současných. Heliakální východ Plejád byl ve starověku znamením začátku období rybolovu a zemědělských prací a jejich ranní západ znamenal konec tohoto období.
Také heliakální východ dalších nebeských objektů hrál důležitou roli při sestavování kalendářů starých civilizací.

### Evropané

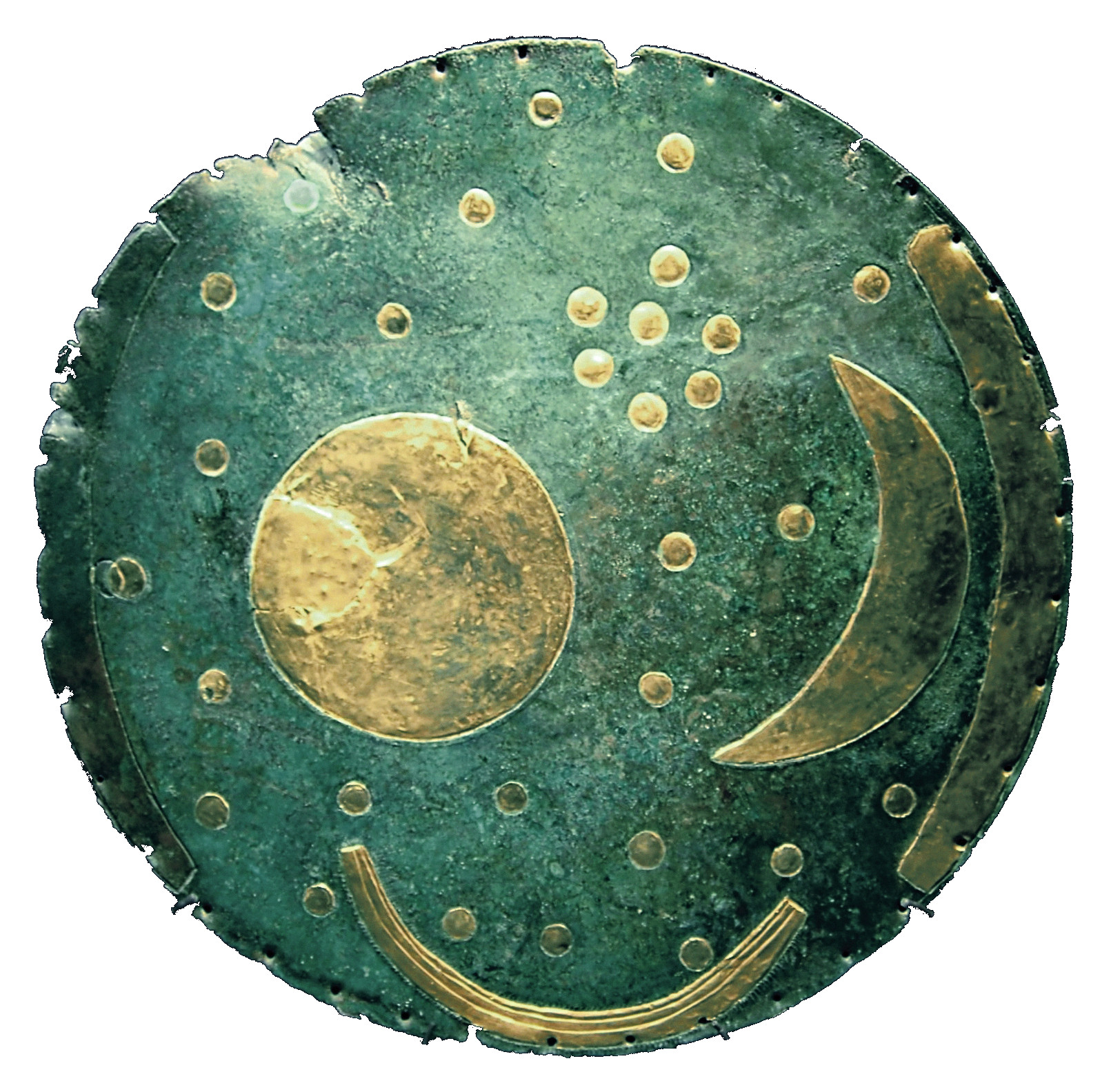
Bronzový Disk z Nebry (Německo) z období 1600 let př. n. l. je jedním z nejstarších vyobrazení vesmíru. Skupinka sedmi hvězd představuje Plejády.

V řecké mytologii, jak bylo zmíněno výše, představovaly Plejády Sedm sester, zatímco například pro Vikingy byly kuřátky bohyně Freyi. I v mnoha dalších starých evropských jazycích jsou Plejády nazývány jako „Slepice“ či „Kuřátka“.
Během doby bronzové evropské národy, jako například Keltové (a pravděpodobně také předchozí národy), spojovaly Plejády s utrpením a zármutkem nad smrtí, protože v této historické době při západu Slunce vycházely na východě právě v období začátku listopadu, což jsou dny uprostřed mezi podzimní rovnodenností a zimním slunovratem, které se i v novověku slaví jako Svátek zesnulých a Halloween. Kvůli precesi zemské osy se toto astronomické postavení přestalo shodovat s těmito dny, nicméně toto spojení přetrvává.
Z doby bronzové pochází bronzový disk z Nebry, který je považován za nejstarší vyobrazení oblohy. Tento bronzový kotouč o průměru asi 30 cm byl nalezen v roce 1999 u města Nebra v Německu a je na něm vyobrazeno Slunce, Měsíc, hvězdy a skupinka sedmi hvězd, která pravděpodobně představuje Plejády.
Giovanni Pascoli ve své básni Il gelsomino notturno ze sbírky Canti di Castelvecchio (1903) nazývá Plejády Chioccetta a přirovnává hvězdokupu ke kvočně na modrém dvorku, kterou doprovází „cvrlikání“ hvězd.
Gabriele d'Annunzio zamýšlel pojmenovat sedm knih své básnické sbírky Laudi po sedmi hlavních hvězdách Plejád, ale vydal pouze pět knih s názvy Maia, Elettra, Alcyone, Merope a Asterope.
Souhvězdí inspirovalo Jana Nerudu k napsání druhé básně Písní kosmických. Sekta Vesmírní lidé po roce 1990 tvrdila, že je ve spojení s tamními mimozemšťany.

### Australané a Asiaté

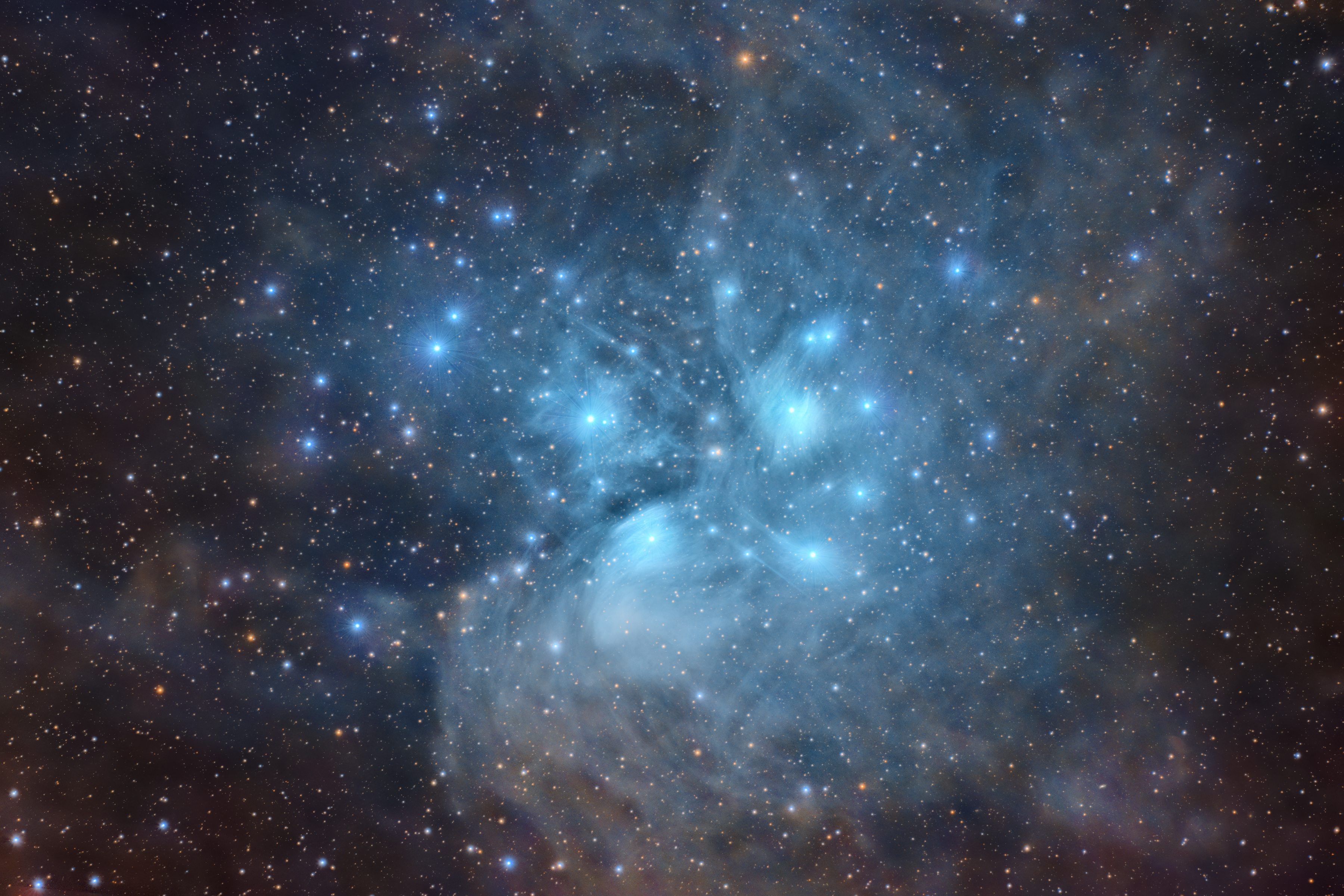
Amatérský snímek Plejád, který dobře ukazuje okolní mlhovinu

Heliakální východ Plejád (kolem června) označoval začátek maorského nového roku na Novém Zélandu. Samotnou hvězdokupu Plejády Maorové nazývali Mataariki a stejné jméno má i havajský svátek nového roku.
Mezi různými rody a kmeny se uchovávalo mnoho příběhů, které se týkají původu Plejád. Mezi australskými domorodci bylo rozšířeno přesvědčení, že tato hvězdokupa představuje paní, kterou pronásleduje měsíční muž, nazývaný Kidili nebo Wadi Bira,
a když Měsíc Plejády zakryje, říkají některé australské kmeny, že „Měsíc políbil Sedm sester.“ Některé kmeny těchto sedm sester nazývaly Makara.
V indické mytologii jsou Plejády (Krittika) šesti matkami boha války nazvaného Karttikeya, který měl šest tváří – po jedné od každé ze svých matek.
Napůl kočovný národ Ban Raji, který žil mezi západním Nepálem a severní Indií, nazýval Plejády „Hatai halyou daa salla“ (sedm švagrových a jeden švagr). Když v noci Plejády vycházely nad vrcholky hor, viděl v nich tento lid své dávné příbuzné.
V čínské astronomii byly Plejády jedním z 28 souhvězdí (宿, Xiu) v oblasti oblohy nazývané 西方白虎 (Bílý tygr na západě) a samotné Plejády znamenaly vlasy (昴, Mao).
V Japonsku jsou Plejády nazývány Subaru (昴, stejný znak jako v čínštině) a tento název si zvolila i automobilka Subaru, jejíž logo představuje pět hvězdiček rozmístěných kolem jedné hlavní hvězdy.
Díky této automobilce je název Subaru znám i na západě, ale mnoho lidí nezná původní význam tohoto slova. Japonský název pro Plejády převzal i havajský teleskop Subaru na Observatoři Mauna Kea.

### Američtí domorodci
Podle domorodců kmene Seri v severozápadním Mexiku tyto hvězdy představovaly sedm rodících žen. Hvězdokupu nazývali Cmaamc, což je starý tvar množného čísla od Cmaam, „žena“.
Severoamerické indiánské kmeny Lakotů a Kajovů uchovávaly legendu, která spojovala původ Plejád se skalním útvarem Devils Tower. Podle jejich přesvědčení to bylo sedm mladých dívek, které si vyšly za zábavou a cestou je potkala skupinka velkých medvědů, kteří je začali pronásledovat. Během útěku se dívky uchýlily na vrcholek skály a prosily ducha skály, aby je zachránil. Ten jejich prosbu vyslyšel a skála začala růst do výšky, od země až k obloze, takže je medvědi nemohli dostihnout. Jakmile dosáhly oblohy, proměnily se na hvězdy, které tvoří Plejády. Medvědi se pokusili za nimi vyšplhat a přitom ve skále vytvořili hluboké rýhy, které jsou vidět na bocích skály Devils Tower.
Mayská civilizace v Guatemale, například v oblastech Monte Alto, Ujuxte a Takalik Abaj, stavěla své první observatoře tak, že mířily směrem k Plejádám a hvězdě Aldhibain (η Draconis). Mayové nazývali Plejády „Sedm sester“ a věřili, že tato oblast oblohy je místem jejich pravého původu.
Také staří Aztékové v Mexiku a střední Americe měli svůj kalendář spojený s Plejádami, které nazývali Tianquiztli. Aztécký rok začínal ve chvíli, kdy kněží dokázali rozeznat tyto hvězdy na východě těsně před západem Slunce při jasné záři červánků.
Národy v Andách spojovaly Plejády s hojností, protože se na jižní polokouli objevovaly na začátku sklizně. Kečuánsky se nazývají collca, což znamená „zásobník“ nebo „sklad.“

### Astrologický význam
Plejádám byl přisuzován podstatný význam i na poli astrologie v jejích mnoha podobách prováděných po celém světě. V západní astrologii představovaly ochranu proti neštěstí
a byly považovány za jednu astrologickou jednotku mezi stálými hvězdami středověku. Předměty, se kterými byly spojovány, jsou křemen a fenykl. V esoterické astrologii kolem Plejád obíhalo sedm slunečních soustav.
V indické astrologii byly známy jako asterismus (Nakshatra) s názvem Kṛttikā (v sanskrtu „nože“).
Byly také nazývány jako „ohnivé hvězdy“ a jejich božstvem byl védský bůh svatého ohně nazývaný Agni. Byly považovány za nejvýraznější asterismus a byly spojovány s hněvem a svéhlavostí.